# ساني فيفرز
سان فيفرز (مواليد 17 سبتمبر 1991) هي لاعبة جمباز فنية هولندية حصلت على الميدالية الذهبية الأولمبية عام 2016 والميدالية الذهبية الأوروبية عام 2018 في عارضة التوازن، وأول لاعبة جمباز هولندية أولمبية في حدث فردي. وهي أيضًا الحائزة على الميدالية الفضية لعام 2015 في العالم و الأوروبية 2021 على عارضة التوازن والميدالية البرونزية الأوروبية لعام 2015 على القضبان غير المستوية. كانت عضوة في الفريق الهولندي الذي فاز بالميدالية البرونزية في بطولة أوروبا 2018.

## روابط خارجية
- ساني فيفرز في الاتحاد الدولي للجمباز

- ساني فيفرز في اللجنة الأولمبية الدولية